# Maratonistas de Coamo
I Maratonistas de Coamo sono una società cestistica avente sede a Coamo, a Porto Rico. Fondati negli anni 1940 come Cardenales de Río Piedras, nel 1985 si trasferirono a Coamo assumendo la denominazione di Maratonistas de Coamo. Nel 1996 si trasferirono a Villalba assumendo la denominazione di Avancinos de Villalba, per ritornare dopo tre anni, nel 1999, a Coamo, riassumendo il nome attuale.
Giocano nel campionato portoricano.

## Palmarès
- Campionati portoricani: 6

1946, 1955, 1956, 1957, 1963, 1976